# Manuel Casimiro
Manuel Casimiro Brandão Carvalhais de Oliveira (Porto, 21 de novembro de 1941) é um pintor, escultor, fotógrafo, designer, cineasta português, que reside e trabalha no Porto.
Em 1976 recebe uma bolsa da Fundação Calouste Gulbenkian para desenvolver um projecto de investigação na área das artes visuais, partindo então para França por dois anos. Viaja pela Europa e EUA, tendo residido em Nova Iorque entre 1978 e 1979. Fixa-se em Nice, cidade onde permanecerá durante mais de dezoito anos. É durante esse exílio voluntário que trava conhecimento e se relaciona com intelectuais como Eduardo Lourenço, Michel Butor, Vincent Descombes, Jean-François Lyotard, Raphael Monticelli, Pierre Restany assim como com Peggy Guggenheim.[13]
Expõe pela primeira vez em 1968, na Galeria 111, de Manuel de Brito. Faz mais de quarenta exposições individuais. Em colectivo está presente em mais de oitenta, em Portugal, Espanha, França, Suíça, Bélgica, Reino Unido, Estados Unidos, Brasil e Japão.
A sua obra, para além de figurar em colecções privadas em diversos países, marca também presença no espólio de diversos museus, entre os quais o Centro de Arte Moderna da Fundação Calouste Gulbenkian (Lisboa), o Museu Colecção Berardo (Lisboa), a Fundação de Serralves (Porto), o Centro Galego de Arte Contemporânea (Santiago de Compostela), Museu Estremenho e Ibero-americano de Arte Contemporânea (Badajoz), o Museu de Arte Moderna e Contemporânea de Nice, o Museu Municipal João de Castilho - Núcleo de Arte Contemporânea (Tomar).
Em 2008 concebe, organiza e edita a obra "100 Anos. 100 Livros" que reúne um conjunto de textos da autoria do realizador Manoel de Oliveira, seu pai, escritos entre 1991 e 2008. Desenha nesse âmbito uma caneta em prata maciça, no seguimento de outros objectos concebidos pelo autor nos últimos anos, dos quais de destacam colheres, açucareiro, bule e funil de Vinho do Porto, em prata, chávenas de café e de chá, em porcelana.

## Exposições individuais
- 2008: "Os Caprichos" - Museu Colecção Berardo, Lisboa
- 2006: "Mitos Portugueses" -  Cittadella della Cultura, Bari
- 2004: "Chocolate" - Galeria André Viana, Porto
- 2003: "No fio da navalha" - Museu Nacional Machado de Castro, Coimbra
- 2002: "Vazio e Plenitude - 3" - Galeria Pedro Oliveira, Porto
  - "Pontes" e "O Museu Imaginário" - Centro de Fotografia da Universidade de Salamanca no âmbito de "Salamanca Capital Europeia da Cultura 2002", Salamanca
- 1996: "Manuel Casimiro. Exposição retrospectiva 1964-96" - Fundação de Serralves, Porto
- 1986: "Le Cauchemar" e intervenções em obras do acervo do museu - Musée des Beaux-Arts Jules Chéret, Nice

## Exposições colectivas
- 2009: "Anos 70 atravessar fronteiras" - Centro de Arte Moderna José de Azeredo Perdigão, Lisboa
- 2008: "Linha do horizonte" - CAIXA Cultural, Rio de Janeiro e no Museu Nacional Soares dos Reis, Porto
  - "Lines, Grids, Stains, Words - Minimal Art Drawings", as colecções de Serralves e do MoMA em confronto- Museu de Arte Contemporânea (Fundação de Serralves), Porto
- 2007: "Exposição de abertura do Museu Berardo" - Museu Colecção Berardo (Fundação de Arte Moderna e Contemporânea), Lisboa
  - "50 anos de Arte Portuguesa" - Fundação Calouste Gulbenkian, Lisboa
- 2001: "Arte Portugés Contemporáneo - Argumentos de futuro" - da colecção do Museu Extremeño e Iberoamericano de Arte Contemporáneo, Museu Colecciones ICO, Madrid
- 2003: "Jogos de escala - Playing with scale" - Centro Galego de Arte Contemporánea, Santiago de Compostela
- 1991: "Les Anées 90: Mouvements et individualités" - Musée d'Art Moderne et d'Art Contemporain, Nice
- 1984: "Voir avec Michel Butor" - Musée d'Art Moderne, Liège
- 1982: "Dix ans des Musées de Nice" - Gallerie d'Art Contemporain des Musées de Nice, Nice
- 1980: "Nizza in Berlin" - DAAD, Berlim
- 1979: "Artist's postcards" - Institute of Contemporary Arts, Londres
  - "Lis'79 Exposição Internacional de Desenho de Lisboa" - Galeria Nacional de Arte Moderna, Lisboa
- 1978: "Artist's postcards" - Cooper Hewitt Museum, Nova Iorque
- 1977: "Alternativa Zero" - Galeria Nacional de Arte Moderna, Lisboa